# 高木作右衛門
高木 作右衛門（たかぎ さくえもん、? - 寛永6年（1629年））は、長崎の町年寄。作右衛門の名は、以後の高木家当主も名乗った（6代目と12代目を除く）。屋敷は勝山町にあり（現・長崎市立桜町小学校）、これは元は長崎代官末次平蔵の邸宅であったものが平蔵の失脚後に代官に就任した高木氏に与えられたものであった。

## 初代作右衛門
初代高木作右衛門忠雄は当初勘右衛門と名乗っていた。代々肥前国高木荘に住んでいたが、長崎が開港した永禄から元亀年間ごろに父・弾正忠康宗とともに長崎に移住する。同地で頭人と呼ばれる町の中心的役割を果たす人物の1人となり、朱印船貿易で財をなした。文禄元年（1592年）に豊臣秀吉により頭人は町年寄と改称され、以後長崎の町政を担うこととなる。
慶長12年（1607年）に駿府に出頭し、長崎奉行の小笠原一庵の不正を証言して、小笠原を失脚させた。
当初はキリシタンであったが、寛永3年（1626年）にキリシタン禁令が出された際には、町年寄の町田宗賀ジョアンや後藤宗印トメが棄教を拒み、長崎の町を出たのとは逆に、仏教に改宗し、同様にキリシタンから改宗した長崎代官・末次平蔵と共にキリシタン弾圧を行なった。
寛永5年（1628年）5月、作右衛門が送り出した朱印船がシャム湾でフィリピン総督ドン・ファン・デ・アルカラーソ率いるスペイン艦隊によって焼打ちにされ、朱印状を奪われた上、船員57人がマニラに連行されるという事件（メナム河事件）が起きている。これを受け、将軍交付の朱印状が奪われるのを阻止するため、海外に渡航する者は幕府老中の奉書を長崎まで携行し、それと引き替えに長崎奉行が通航許可書を発行するという奉書船の制度が定められた。
長崎の出島は江戸幕府の命を受け、長崎町人の請負で造られた。その時の25人の出資者を出島町人と呼び、高木作右衛門もその1人に名を連ねている。

## 高木家歴代当主
- 2代目 作右衛門忠次[1][2]
- 3代目 作右衛門宗能[1][2]

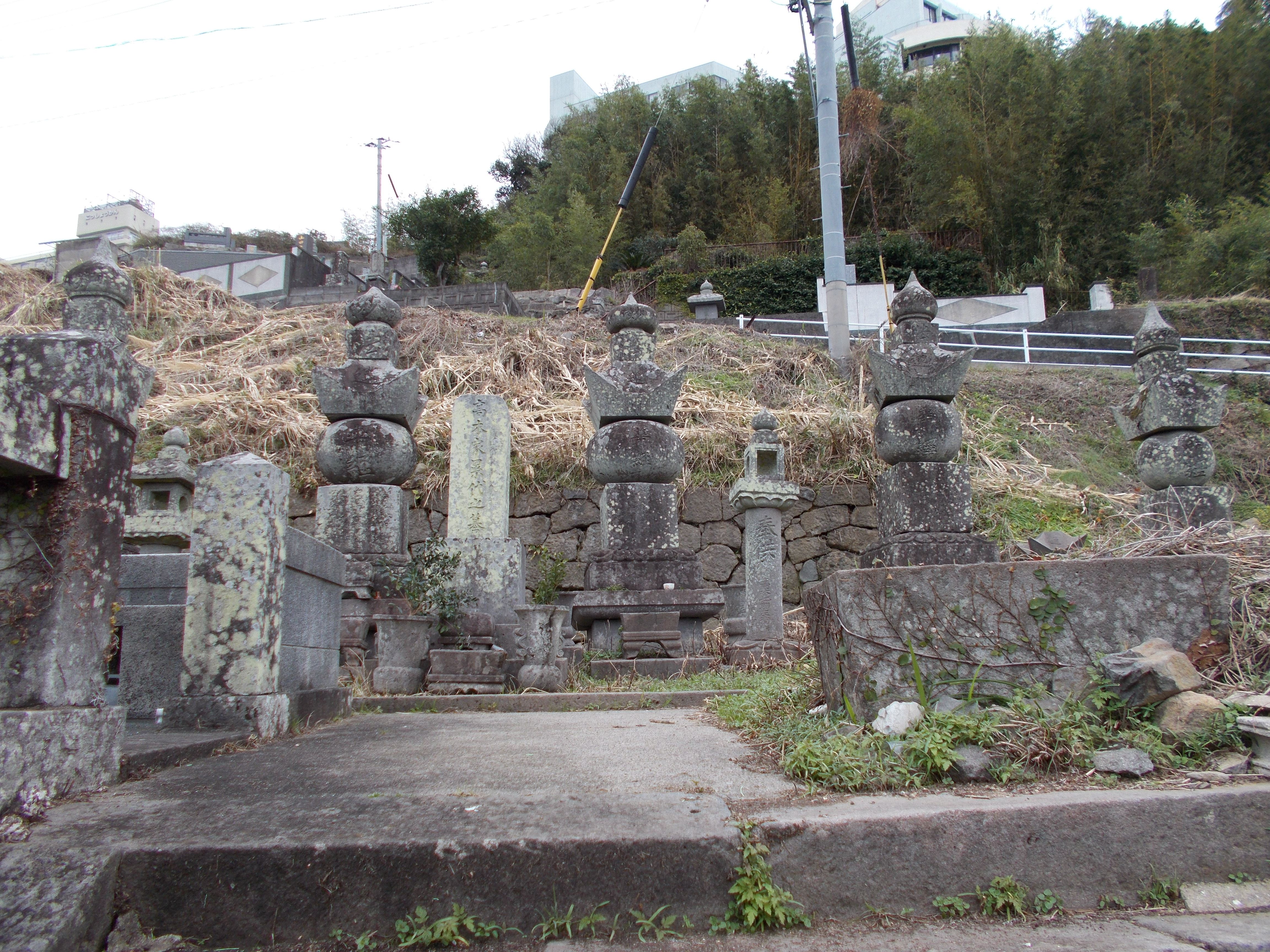
長崎市の本蓮寺にある高木家墓地（市指定史跡

  - 寛文2年（1662年）、宗能の代より御用物役に就任[1][2]。
- 4代目 作右衛門宗利[1][2]
- 5代目 作右衛門宗音[1][2]
  - 延宝3年（1675年）、町年寄職を高木伝左衛門正信（高木家の別家）に譲る[2]。
- 6代目 作太夫宗輔[1][2]
- 7代目 作右衛門忠栄[1][2]
- 8代目 作右衛門忠與（忠与）[1][2]
  - 元文4年（1739年）2月23日[24]、忠與の代より長崎代官に就任[1][2][5][6][25][26]。同時に幕臣となる[27]。
- 9代目 作右衛門忠興[1][2]
- 10代目 作右衛門忠任[1][2]
- 11代目 作右衛門忠篤[1][2]
- 12代目 健三郎忠顕[1][2]
- 13代目 作右衛門忠知[1][2]
  - 長崎鉄砲方を兼任し、御目見以上末席15人扶持となり、受用高100俵・受用銀45貫目となる。また、慶応4年（1868年）2月から同年4月まで長崎府取締役を勤める[2]。

- 文政2年（1819年）には高木家の三男であった道之助忠大が長崎鉄砲方に任じられて別家を立てる。

墓地は、長崎市筑後町の本蓮寺にある。

## 高木家別家
高木作右衛門が棄教した際、高木一族の権左衛門は浦上に逃れて、隠れキリシタンとして信仰を続けた。この権左衛門は、幕末の浦上キリシタンの中心人物で浦上四番崩れで弾圧を受けた高木仙右衛門の祖先である。